# Astrig Siranossian
Astrig Siranossian est une violoncelliste française, née à Lyon le 19 décembre 1988.

## Biographie
Née le 19 décembre 1988 à Lyon de parents d’origine arménienne, Astrig Siranossian commence l’apprentissage de la musique à l’École nationale de musique de Romans-sur-Isère à l’âge de trois ans où son père Alexandre Siranossian est directeur pendant quarante ans.
À l’âge de cinq ans, elle monte déjà sur scène dans les concertos de Vivaldi et à six ans, elle donnera un concert avec l’orchestre de l’Île Saint-Louis à Paris.
Enfant surdouée, elle entre à l'âge de huit ans au conservatoire à rayonnement régional de Lyon dans la classe de Patrick Gabard. Elle obtiendra à l’âge de quinze ans le diplôme d’études musicales à l'unanimité du jury et avec les félicitations du jury. La même année, elle est première nommée au Conservatoire national supérieur de musique de Lyon dans la classe de Yvan Chiffoleau où elle sera diplômée à l’âge de dix-huit ans d’un diplôme d'études supérieures à l’unanimité du jury avec les félicitions du jury.
Elle poursuivra ses études en Suisse à la Schola Cantorum de Bâle dans la classe de Ivan Monighetti où elle obtiendra deux masters avec les plus hautes distinctions. 
En 2015, elle est invitée pour trois années en résidence artistique à la Chapelle musicale Reine Élisabeth à Waterloo ainsi qu’à la Fondation Singer-Polignac.
Depuis son plus jeune âge, elle se produit sur les plus grandes scènes, notamment la Philharmonie de Paris, le Musikverein de Vienne, le KKL Luzerne, le Stadtcasino de Bâle, l'opéra de Dijon, le centre culturel de Flagey à Bruxelles, le Théâtre Colón de Buenos Aires ainsi que le Kennedy Center de Washington.
Ses partenaires de musique de chambre sont entre autres Daniel Barenboim, Simon Rattle, Yo-Yo Ma, Sol Gabetta, Bertrand Chamayou, Guy Braustein, Ivan Monighetti, Michael Barenboim, Mathieu Dufour, Augustin Dumay, Louis Lortie ou encore Daniel Ottensamer.
Régulièrement invitée sur les chaînes de télévision (TF1, France 2, France 5, Culturebox, BR Kultur, etc.), ses enregistrements sont salués unanimement par la presse.
En mai 2022, Astrig fait ses débuts au Gewandhaus de Leipzig avec le Concerto no 2 en mi mineur de Popper. 
Son nouvel album, « Duo Solo », est l'histoire d'un dialogue à deux voix. La voix chantée et la voix du violoncelle, considérée de tout temps comme la plus proche de la voix humaine. C’est également le récit de deux mondes et la rencontre de deux cultures, l'orient et l'occident. Cet orient est celui de l’Arménie, de sa culture millénaire, de sa musique et de ses chants, qui entrent en résonance avec les compositions de Bach, Kodály ou Ligeti. Pour la violoncelliste Astrig Siranossian, le chant et le violoncelle sont deux voix qu’elle marie depuis toujours dans ses concerts, enchaînant une danse d’une suite pour violoncelle seul de Bach et une chanson arménienne qu’elle interprète avec une grande sensibilité. L’orient et l'occident, l'Arménie et l'Europe, ce sont ses racines et ses émotions que la jeune violoncelliste nous fait partager ici. Cet enregistrement a été enregistré sur deux violoncelles différents, en fonction des répertoires abordés : un violoncelle de F. Ruggieri datant de 1676 et le fameux G. Gagliano nommé « Sir John Barbirolli » datant de 1756.  
En 2021, elle enregistre avec son partenaire de scène Nabil Shehata, le concerto pour violoncelle no 1 de Saint-Saëns, pour le label Alpha Classics.
Pour ce même label, est publié en 2020 l’album « Dear Mademoiselle », un hommage à Nadia Boulanger avec les pianistes Nathanaël Gouin et Daniel Barenboim qui reçoit les hommages de la presse internationale[réf. souhaitée].
En 2018, son enregistrement réunissant les concertos de Krzysztof Penderecki et Aram Khatchatourian remportait notamment 5 diapasons, 5 étoiles Classica, Clef du mois ResMusica… Le précédent disque comportant des œuvres de Gabriel Fauré, Francis Poulenc et Komitas avait reçu le prix Musica.
En 2016, elle enregistre avec le pianiste Théo Fouchenneret les œuvres de Gabriel Fauré, Francis Poulenc et Komitas qui reçoit le grand prix Musica. 
En 2019, elle enregistre avec sa sœur violoniste Chouchane Siranossian, un disque consacré au répertoire de duo violoncelle/violon pour le label Alpha classics.
Depuis 2017, elle est invitée par Daniel Barenboim à rejoindre l’Ensemble Boulez ainsi que la place de violoncelle solo dans l’orchestre West-Eastern Divan Orchestra.
Astrig Siranossian remporte en 2013 le concours international Krzysztof-Penderecki ainsi que deux prix spéciaux, elle est également lauréate du concours A. Janigros, lauréate de la Banque populaire et artiste associée à l’ADAMI.
Depuis 2016, elle prend la direction artistique des « Musicades », festival de sa ville natale, Romans-sur-Isère qui met en miroir la musique avec les arts mais aussi la gastronomie. Elle crée en 2019 la mission « Spidak Sevane » qui vient en aide aux enfants au Liban et en Arménie à travers la musique.

## Récompenses
- 1998 : Grand prix du Royaume de la musique
- 2012 : Lauréate du concours Antonio Janigros
- 2013 : Lauréate de la fondation Banque populaire
- 2013 : 1er prix et prix spéciaux du concours Krzysztof-Penderecki
- 2014 : Prix Kiefer Hablitzel
- 2016 : Prix Musica
- 2017 : Coup de cœur de la Télévision belge
- 2018 : Preis des deutschen Schallplattenkritik
- 2018 : Prix TTTT de Télérama
- 2018 : Prix 5 diapasons
- 2020 : Prix Musica
- 2021 : Orchestral choice of the Month par BBC Music Magazine

## Discographie
- 2012 : Celli Monighetti (LCMS 1202)
- 2016 : Poulenc, Fauré, Komitas; Théo Fouchenneret (Claves Records 1604)
- 2018 : F. Schubert (Evidence)
- 2018 : Cello Concerto Khachaturyan, Penderecki; Sinfonia Varsovia, Adam Klocek (Claves Records 1802)
- 2020 : "Dear Mademoiselle" : A Tribute to Nadia Boulanger (Alpha Classics / Outhere Music France)
- 2021 : Saint- Saëns avec l'Orchestre philharmonique de Westphalie-du-Sud (de) (Alpha 764)
- 2022 : Duo Solo - Bach, Kodály, Ligeti & Folk songs (Alpha Classics / Outhere Music France)